# Magistrat monétaire

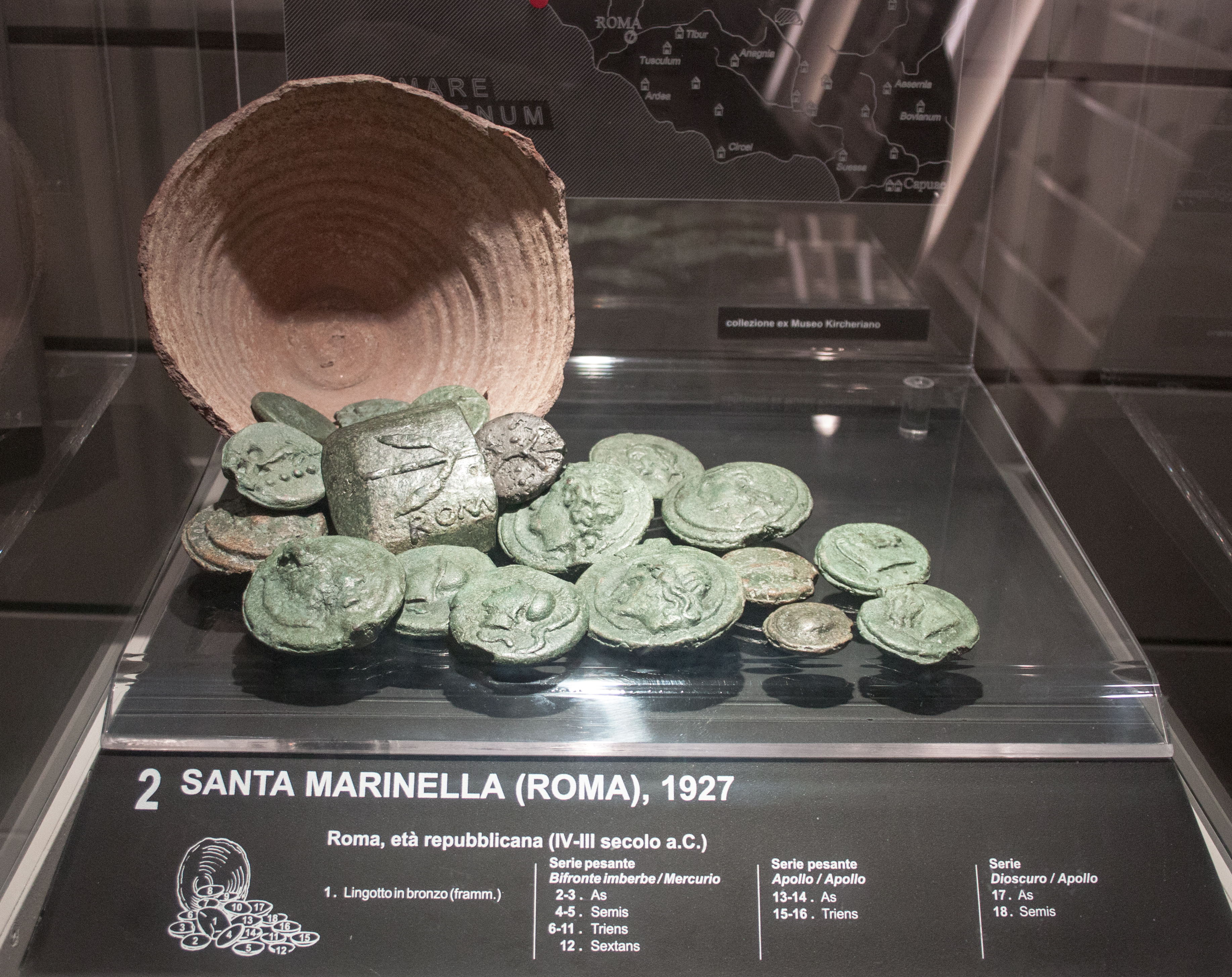
Échantillon de monnaies romaines républicaines comprenant un fragment de lingot de bronze marqué d'une branche, une série d’as coulés, de semis, de triens et de sextans.

Un magistrat monétaire ou triumvir monétaire (en latin : triumvir aere argento auro flando feriundo) est un membre du collège de trois magistrats supervisant la frappe de la monnaie sous la Rome antique.

## Histoire

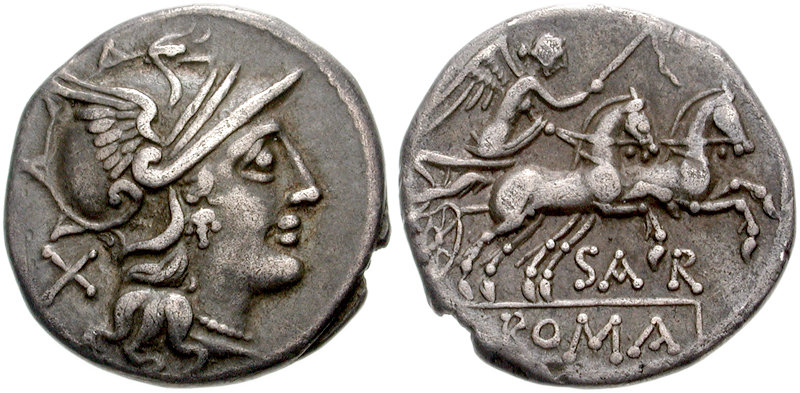
Denarius de -155 du triumvir Sextus Atilius Serranus, consul en -136 À l'avers, tête casquée de Rome. Au revers, une Victoire conduisant un bige avec la légende S A R ROMA, S A R étant la signature du magistrat monétaire.

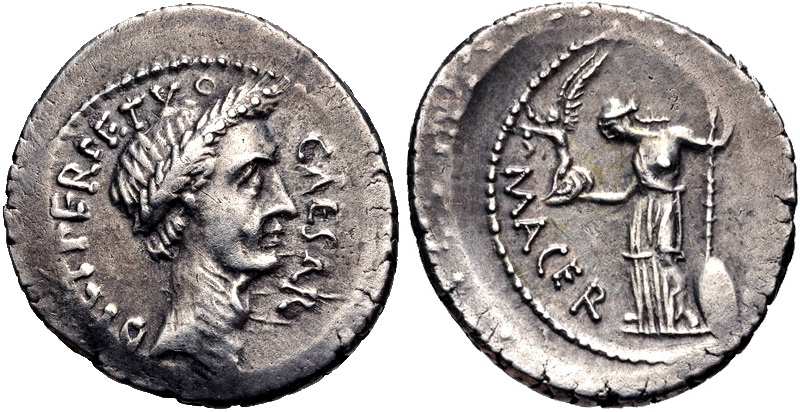
Denarius de -44 du magistrat monétaire Publius Sepullius Macer. À l'avers, tête laurée de César avec la légende CAESAR DICT PERPETVO. Au revers, Vénus Victrix tenant une Victoire et un sceptre avec autour la signature du magistrat monétaire [P SEPVLLIVS] MACER.

Les mentions de magistrats spécialement nommés pour superviser la frappe de la monnaie sont rares pour les débuts de la République, seul le juriste romain Sextus Pomponius évoque vaguement la création de cette magistrature. Selon l'historien allemand Niebuhr, ils apparaissent à l'époque où les Romains introduisent les premières pièces en argent, à partir de 269 av. J.-C. En croisant les récits de Pomponius et de Tite-Live concernant la création des triumviri capitales, on peut remonter jusqu'en 289 av. J.-C., soit au début du IIIe siècle av. J.-C., ce qui correspond à l'introduction d'une véritable monnaie romaine. Toutefois, certains historiens modernes considèrent que le texte de Pomponius ne permet pas une datation aussi précise et aussi haute.
Le premier collège dont l'existence est certaine apparaît autour de 150 av. J.-C. Le collège est étendu temporairement à un quatrième membre par Jules César en 44 av. J.-C. pour assurer une production de monnaies particulièrement importante en préparation de la campagne que César projette de lancer contre les Parthes.

## Fonction

### Différents titres
Durant la République romaine, les magistrats chargés de la frappe de la monnaie sont appelés tres viri aere argento auro flando feriundo, littéralement « trois hommes pour la préparation et la frappe des pièces de bronze, d'argent et d'or ». Leur titre est souvent abrégé sur les pièces pour permettre leur authentification en III VIR AAAFF, on trouve également la forme III VIR A P F pour tresviri ad pecuniam feriundum. L'ordre dans lequel sont donnés les métaux n'est pas certain. L'ordre selon la noblesse des métaux, en valeur ascendante aere argento auro (soit bronze, argent puis or), expliqué par le grammairien Valerius Probus, semble être le plus courant mais n'est pas systématique. Une autre hypothèse défendue par Cicéron présente l'ordre comme chronologique, c'est-à-dire que les métaux sont cités dans l'ordre de leur apparition dans le monnayage romain.
À l'époque de Cicéron apparaît l'adjectif monetales, terme qui n'est utilisé comme nom pour désigner la monnaie que par les auteurs modernes. Les magistrats monétaires sont alors qualifiés de triumviri monetales, par analogie avec les triumviri capitales. À l'époque d'Auguste, cette forme est devenue commune mais n'est utilisée officiellement qu'à partir du IIe ou IIIe siècle apr. J.-C., par exemple dans la titulature de Lucius Minicius Natalis Quadronius, consul en 130. Sous les Antonins, la forme au singulier triumvir monetalis est courante, c'est celle utilisée notamment par le juriste Sextus Pomponius,. Par contre, la combinaison des termes tres viri monetales ne semble attestée dans aucun document officiel. D'autres variantes apparaissent dans les inscriptions latines comme iii vir aur arg flando, iii vir ad monetam, xxvir monetalis, iii vir kapit(alis) aaafff ou encore triumvir monetarum aaaff.

### Place dans lecursus honorum
Sous la République, les triumviri monetales font partie d'un collège plus étendu de vingt-six citoyens devenus magistrats mineurs (magistratus minores), le vigintisexvirat. La position de ces magistratures dans le cursus honorum républicain n'est pas claire, il semble qu'elle ne constitue pas un passage obligatoire pour entrer au Sénat. La fonction de triumvir monétaire n'apparaît pas dans la liste des postes qui mènent à une carrière sénatoriale à l'époque des Gracques. La première mention de la fonction de triumvir monétaire date de 104 av. J.-C., sur l'elogium de Caius Claudius Pulcher. Selon cette inscription, Pulcher occupe ce poste après sa questure, ce qui apparaît contraire à l'usage et pourrait signifier qu'à cette époque encore, cette magistrature n'est pas intégrée dans le cursus honorum qui pourrait ne concerner que le consulat, la préture et peut-être la questure. Le triumvirat monétaire est davantage occupé par des individus issus de familles mineures inconnues jusque vers 80 av. J.-C. où il semble gagner en importance, les triumvirs étant de plus en plus issus de familles influentes. Toutefois, la magistrature monétaire semble être utilisée par les familles de l'aristocratie pour placer leurs membres les moins influents, réservant les postes plus haut placés aux membres les plus prometteurs. À l'époque de Cicéron, qui qualifie la questure de primus gradus honoris, ce poste n'est toujours pas un prérequis pour une carrière sénatoriale.
Auguste réduit le nombre de magistratus minores à vingt, le collège devenant le vigintivirat. Selon Dion Cassius, un décret concernant les vigintiviri conseille de les prendre parmi les chevaliers. De fait, ils ne sont pas nommés au Sénat, à moins d'avoir exercé une autre charge qui puisse les faire entrer. La magistrature monétaire est annuelle et peut être occupée par des hommes âges de trente ans environ, vingt-sept ans au plus tôt, juste après avoir accompli leur service militaire. À partir du règne de Tibère, cette fonction donne accès à la questure et constitue ainsi une première étape à une carrière politique, le cursus honorum, jusqu'au règne de Sévère Alexandre et sa réforme du service civil impérial menée par le préfet du prétoire et juriste Ulpien. Dès lors, les triumviri monetales appartiennent à un milieu social supérieur à celui des triumvirs monétaires de la République et du début du Principat. Il est possible que ces magistrats aient été nommés plutôt qu'élus.

### Supervision de la frappe de la monnaie
Les monnaies républicaines peuvent être classées en trois catégories selon l'institution qui a utilisé son droit de frappe de la monnaie. La première catégorie, qui concerne la grande majorité des pièces de monnaie, regroupe les frappes ordinaires régulières confiées par le Sénat aux magistrats monétaires,. Seul ce monnayage, qui utilise les installations et le personnel de l'atelier de Rome, est continu et régulier. Les trois magistrats monétaires, subordonnés aux questeurs, supervisent les artisans travaillant le métal (monetarii), contrôlant tout le processus jusqu'à la distribution, en particulier l'élaboration des inscriptions gravées sur les deux faces des pièces. Elles portent le nom du triumvir responsable de la frappe, preuve de la bonne qualité de l'émission monétaire. Étant donné la grande liberté accordée aux magistrats pour le choix des légendes et des figures des monnaies, les productions monétaires servent rapidement à diffuser des messages politiques qui permettent aux magistrats monétaires de lancer leur carrière politique ou de soutenir celle de leurs patrons. C'est probablement pour cette raison que la magistrature monétaire gagne en importance à partir de la Guerre sociale durant laquelle les alliés italiens utilisent la monnaie comme vecteur de messages politiques, puis avec la guerre civile opposant Marius à Sylla durant laquelle les factions politiques rivales se livrent une guerre d'image auprès du peuple via les figures représentées sur les pièces de monnaie, et enfin sous la dictature de Sylla.
Une deuxième catégorie regroupe les pièces issues de frappes spéciales décidées par le Sénat, portant la légende S C ou EX S C (ex senatus consulto). Ces pièces ne portent donc pas de noms de magistrats monétaires, à la place apparaît l'inscription CVR X FL pour curator denariorum flandorum ou la signature de préteurs (P), d'édiles (CVR AED) ou de questeurs(Q) selon le magistrat qui a été spécialement commissionné par le Sénat,. Une troisième catégorie regroupe les monnaies frappées par des généraux en campagne, probablement pour payer leurs troupes.